# Poder temporal

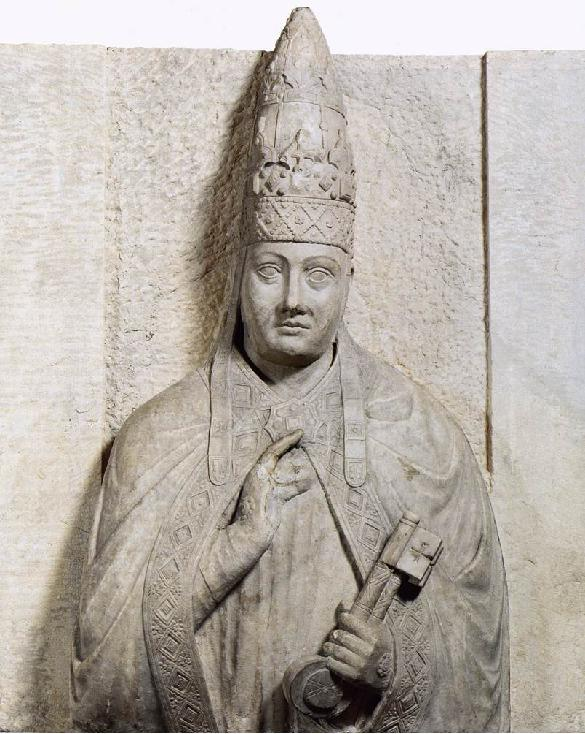
Efigie de la tumba de Bonifacio VIII con doble tiara de Arnolfa di Cambio, en el Museo dell'Opera del Duomo de Florencia.

Se llama poder temporal a la influencia de poder, tanto gubernamental como político, que ejerce la Santa Sede sobre los pueblos, en particular al vicario de Cristo o Papa, en contraste con su poder espiritual sobre la Iglesia católica y otros grupos también llamado poder eterno.
Este poder o actividad trajo consigo el estado papal autogobernable, el cual actualmente se limita a la Ciudad del Vaticano. En su época de esplendor llegó a ser un país con su propia moneda y legislatura, etc., a la par de cualquier otra nación del mundo. Algunos llaman a este estado nacional, gobernado bajo una autoridad religiosa, como «teocracia», comparándose así con algunos pueblos musulmanes que viven también una forma de teocracia.
Algunos historiadores clasifican la coronación de Carlomagno, en el año 800, como el momento en que la Iglesia católica comenzó a aplicar una política internacional del poder temporal.
El poder temporal siempre ha sido discutido en la política, la filosofía y la teología en las naciones donde la Santa Sede ejerce este poder en diferentes grados, siendo que este poder es aplicado dependiendo del Papa en cuestión, el tiempo y las constituciones y el apoyo popular del pueblo católico. La discusión en los círculos políticos, filosóficos y teológicos se centra en que este poder ha sido mal usado para beneficio de unos, llevándolo así a estar apartado del poder eternal o mejor dicho alejándolo de las doctrinas religiosas en cuestión.
Un ejemplo del uso cuestionable de esta influencia de poder sobre el mundo fue en la época de la Inquisición. Para algunos críticos,[¿quién?] en la época de la inquisición el poder temporal católico fue ejercido con mayor influencia, y así se alejaba más de los evangelios y la Curia Romana. La respuesta más popular ante este tipo de crítica es que la meta final de esta política es, o era, la extensión del evangelio a todo el mundo.
Por razones prácticas, o bien de realpolitik, el poder temporal del Papa acabó el 20 de septiembre de 1870 cuando el ejército italiano entró en Roma y completó el movimiento histórico llamado Risorgimento. Formalmente, el poder temporal volvió a aparecer en 1929 con el Tratado de Letrán que declara el territorio de la Santa Sede como estado independiente, y establece la coexistencia de la Ciudad del Vaticano e Italia (el concordato).